# 横井くにえ
横井 くにえ（よこい くにえ、1948年9月25日 - 2006年8月29日）は、近畿地方を拠点に活動していた日本のラジオパーソナリティ、ラジオディレクター。

## 来歴
京都府京都市出身。
同志社大学在学中の1960年代からABCラジオの番組に出演していた。学内では、放送サークルの同志社学生放送局に所属。後に同業者となる土谷多恵子は大学の2年後輩で、学生放送局で出会って以来38年に及ぶ交流があった。
卒業後にも引き続きラジオパーソナリティとして活動。1970年代にはAMラジオの深夜放送を中心に活動した。その後は一度日本を離れ、10年余りにわたってアメリカ合衆国で生活していた。
ラジオリスナーたちからは「ハニーちゃん」の愛称で呼ばれて親しまれていた。ミュージシャンの大江千里も熱烈なリスナーの1人で、FM802の立ち上げに際し同局のラジオディレクターをしていた横井と1989年頃に出会って以来、長らく交流を持つに至っている。
晩年には、がんを患いながらもKBS京都ラジオ『日曜ワイド われら夢の途中』への出演を続けていたが、2006年7月末の放送を最後に出演を休止。それから1か月後の8月29日に、京都府内の病院で息を引き取る。57歳没。

## 出演
- MBSヤングタウン（MBSラジオ、1971年 - 1972年）[6]
- ヒットでヒット バチョンといこう!（ラジオ大阪、 - 1974年）
- サタディ・バチョン（ラジオ大阪、1974年 - 1976年）
- 土曜・歌のサンルーム（ABCラジオ）[7]
- 歌謡曲ホット・パレード（ABCラジオ、1975年）
- 日本列島ズバリリクエスト（KBSラジオ、1976年）
- ABCヤングリクエスト（ABCラジオ） -「ホットレポート こちらLA」担当[4]
- ミュージックステーション（KBS京都ラジオ、1988年 - 1989年）
- ポップス一世風靡（ABCラジオ、西野義和との共演時代） → くにえ・とおるのポップス一世風靡（ABCラジオ、音楽評論家の上柴とおるとの共演時代、1994年 - 1997年）[2]
- レイクサイドモーニング77（E-Radio）[8]
- SUNNYSIDE BALCONY（α-STATION、1997年 - 2004年）
- D-Radio 大塚善章のJAZZ名曲倶楽部（KBS京都ラジオ）[要出典]
- おはようSUNSUN原田伸郎（MBSラジオ）[要出典]
- 日曜ワイド われら夢の途中（KBS京都ラジオ、2006年）